# خدا حفظتان کند دکتر کوارکیان
خدا حفظتان کند دکتر کوارکیان (به انگلیسی: God Bless You, Dr. Kevorkian)، یک مجموعه داستان کوتاه تخیلی چاپ سال ۱۹۹۹ نوشتهٔ کورت وانگات نویسندهٔ آمریکایی است. یادداشت‌ها شامل مصاحبهٔ کورت وانگات در نقش خبرنگار ایستگاه رادیویی WNYC است که به کمک دوست خود دکتر کوارکیان در سالن مرگ با استفاده از تجربهٔ کنترل شدهٔ مرگ به دم در بهشت رفته تا با شخصیت‌های مختلفی از جمله ویلیام شکسپیر، آدولف هیتلر، اسحاق نیوتن و کیلگور تراوت (شخصیت تخیلی داستان‌های وانگات) گفتگویی انجام دهد.